# Мігелон
Мігель Хуан Льямбріч (ісп. Miguel Juan Llambrich), відомий як Мігелон (ісп. Miguelón, нар. 18 січня 1996, Бенідорм) — іспанський футболіст, захисник клубу «Еспаньйол». На умовах оренди грає за «Ов'єдо».

## Ігрова кар'єра
Народився 18 січня 1996 року в місті Бенідорм. Починав займатися футболом у дитячих командах клубів «Бенідорм» й «Аліканте», а 2006 року перейшов до кантери «Вільярреала».
У дорослому футболі дебютував 2015 року виступами за третю команду останнього клубу, тоді ж почав залучатися до складу команди «Вільярреал Б». 
В сезоні 2018/19 дебютував за головну команду «Вільярреала», утім гравцем її основного складу не став і по завершенні сезону був відданий в оренду до «Уески».
2020 року також на умовах оренди приєднався до «Еспаньйола».